# NGC 5724
NGC 5724 في الفهرس العام الجديد، هي مجرة، تقع في كوكبة العواء. اكتشفت في 16 أبريل 1855 بواسطة ويليام بارسونز.

## روابط خارجية
- NGC 5724 على موقع ويكي سكاي: DSS2, SDSS, GALEX, IRAS, Hydrogen α, X-Ray, Astrophoto, Sky Map, Articles and images